# 莎乐美·亚历山德拉
莎乐美·亚历山德拉（希臘語：Σαλώμη Αλεξάνδρα）是犹太人历史上犹大的三位女性统治者之一，另两位是亚她利雅和底波拉。莎乐美·亚历山德拉是阿里斯托布鲁斯一世之妻，她接替亚历山大·詹纳乌斯成为犹大的女性摄政，是犹大作为独立王国的最后一位统治者。